# Drudenhaus

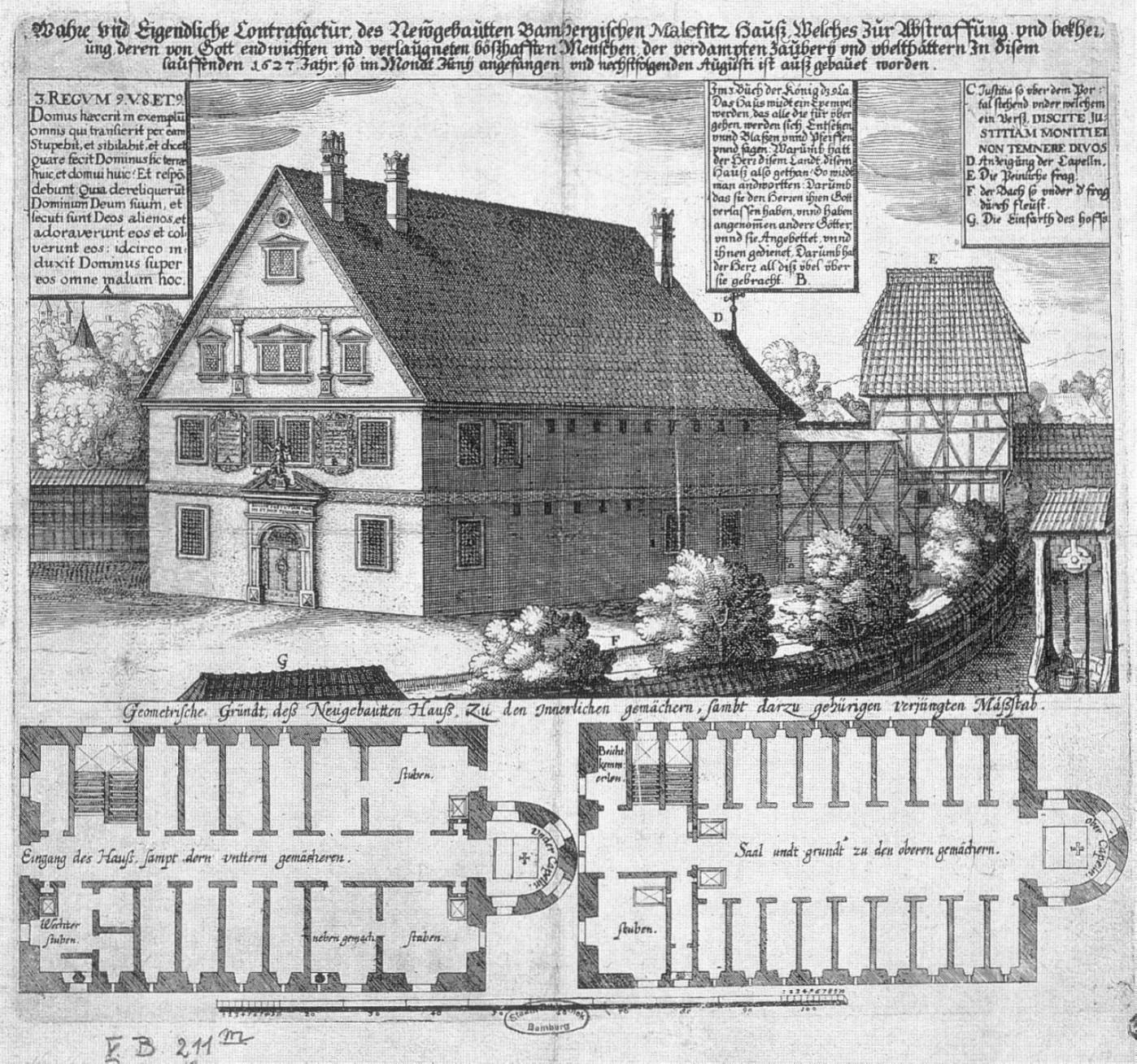
Drudenhaus

Drudenhaus, häxhuset eller häxfängelset, var ett fängelse som uppfördes i Bamberg i Tyskland år 1627 för att förvara misstänkta för häxeri. Det användes fram till den 11 februari 1632.  
Drudenhaus uppfördes på order av den katolske furstbiskopen Johann Georg II Fuchs von Dornheim, som regerade staden Bamberg åren 1623-1633. Drudenhaus blev en mall för andra, mindre fängelser av samma typ och namn, som uppfördes i Zeil am Main, Hallstadt och Kronach, som också tillhörde samma stift. Drudenhaus uppfördes på Franz-Ludwig-Strasse 7 i Bamberg. Den konstruerades av Fredrik Forner, vice biskop och biträdande furstbiskopen i häxjakten. Under tiden då fängelset byggdes pågick en av världens störts häxprocesser, Häxprocessen i Bamberg i staden, som ledde till att 900 människor avrättades i furstestiftet, varav 300 i själva staden. De anklagade utsattes regelmässigt för tortyr, som utfördes i fängelset. De mest kända bland offren var borgmästaren Johannes Junius och biskopens kansler, Dr Georg Haan, som var kritisk mot häxjakten.  
Vid samma tidpunkt pågick dock också trettioåriga kriget. När svenska trupper närmade sig staden 11 februari 1632, beslöt sig myndigheterna för att avbryta häxprocessen. De tio misstänka som just då satt fängslade i Drudenhaus släpptes fria efter att ha avtvingats en ed om att aldrig tala om den tortyr de hade blivit utsatta för. Strax därefter revs byggnaden. År 1654 användes stenarna vid uppförandet av kapucinerklostret St. Heinrich und Kunegund.